# Daily Terror
Daily Terror war eine 1980 gegründete Deutschpunk-Band aus Braunschweig. Sie tourte unter anderem auch in Frankreich und Tschechien.

## Geschichte
Daily Terror ging 1980 aus der Braunschweiger Punkband Bombed Bodies hervor. Eine erste Single erschien beim hannoverschen Label No Fun Records, mit dem sich die Musiker jedoch bald überwarfen. Die Band wechselte zu dem Berliner Label Aggressive Rockproduktionen. 1982 veröffentlichte sie die LP Schmutzige Zeiten und trat bei den Chaostagen in Hannover auf, was ihr Popularität in der Punkszene einbrachte. 1984 erschien ihr zweites Album Aufrecht.
1985 wurde die EP Gefühl und Härte veröffentlicht, im Jahr darauf folgte das Album Durchbruch. Nach einem Wechsel zum Label A.M. Music wurden die Maxi-Single Deutsches Bier und die Alben Abrechnung und Apokalypse veröffentlicht. 1994 erfolgte ein erneuter Wechsel zum Duisburger Label Impact Records. Im gleichen Jahr wurden der Live-Mitschnitt Gnadenlos... Live und die Doppelsingle Live in Meran mit den Duisburger Kollegen Dödelhaie veröffentlicht. 
1997 erschienen das Album Krawall 2000 und 1999 das Live-Album Andere Zeiten. 2002 folgte das Album Lebenswut, das zusätzlich zur CD-Version als eine auf 500 Stück limitierte Picture-Vinylversion bei dem sächsischen Label Psycho T Records erschien. 
2006 trennte sich die damalige Besetzung von ihrem Sänger und gründete eine neue Band namens Daily Terroristen. Teumer war weiterhin mit Daily Terror aktiv. Neue Mitglieder wurden Gitarrist Ecki Vemmer von der Punkband Moiterei, Schlagzeuger Daniel Laudahn (ehemals bei Such a Surge) und Bassistin Jenny Simic. Das letzte Konzert fand in der Chemiefabrik in Dresden statt.
Pedder Teumer starb am 11. April 2009 an einem Hirntumor als Folge einer Lungenkrebserkrankung. Obwohl keine offizielle Auflösung von Daily Terror bekannt gegeben wurde, gab es nach dem Tod ihres Frontmannes keine weiteren Aktivitäten mehr unter diesem Namen.

## Kontroverse
Daily Terror waren Anfang der 1980er Jahre umstritten, da sich Teumer nicht eindeutig von rechtsextremen Teilen der Skinhead-Szene distanzierte und einige Kontakte zu Personen aus dieser Szene hatte. In dem Fanzine „Force of hate“ äußerte Teumer 1986: „Musikalisch finde ich Skrewdriver und Redskins gut, [...] Mir persönlich stehen dabei Skrewdriver allerdings wesentlich näher als die Redskins, die teilweise Statements abgeben, die an Schwachsinn grenzen.“ 1987 besuchte Teumer ein Konzert, auf dem auch die Rechtsrock-Band Endstufe spielte. Später distanzierte sich Teumer von dieser Szene und produzierte 1993 mit der Band den Titel „Verstörte Kids“, der ein klares Statement gegen rechtsextreme Gewalt und die damit verbundene Gesinnung darstellt (erstmals veröffentlicht auf dem Sampler Schlachtrufe BRD III im Frühjahr 1994).

## Diskografie

### Studioalben
- 1982: Schmutzige Zeiten (Aggressive Rockproduktionen)
- 1984: Aufrecht (Aggressive Rockproduktionen)
- 1986: Durchbruch (Aggressive Rockproduktionen)
- 1990: Abrechnung (A.M. Music)
- 1992: Apocalypse (A.M. Music)
- 1997: Krawall 2000 (Impact Records)
- 2002: Lebenswut (Psycho T Records)

### EPs, Maxis, Singles
- 1981: Knüppeldicke Intoleranz / Bundeswehr / Popperverklopper (7″, No Fun Records)
- 1982: Klartext / No fun is no fun / Pseudo Punx (7″ Aggressive Rockproduktionen)
- 1985: Gefühl und Härte (12″ Mini-LP, Aggressive Rockproduktionen)
- 1989: Deutsches Bier (12″ Maxi-Single, Skan Productions)
- 1993: Live & unplugged (7″, Nasty Vinyl)

### Livealben und Kompilationen
- 1994: Live in Meran (CD/2x7″ Split mit Dödelhaie, Impact Records)
- 1995: Gnadenlos... Live (Impact Records)
- 1999: Andere Zeiten (Dirty Faces Records)

### Exklusive Samplerbeiträge
- 1980: Andere Zeiten und Schmutzige Küsse auf Hannover Fun Fun Fun (No Fun Records)
- 1981: Führer auf Soundtracks zum Untergang (Aggressive Rockproduktionen)
- 1983: Leichenberg (später für Aufrecht neu aufgenommen) und Ein Kessel Buntes auf Keine Experimente! (Weird System)
- 1989: Ein Freund auf Der Tollschock Sampler (Skan Productions)
- 1994: Verstörte Kids auf Schlachtrufe BRD III (Impact Records)